# Moguai (dj)
Moguai, ook Dial M for Moguai, artiestennaam van André Tegeler is een Duits dj en producer.

## Biografie
In 1994 begon de toen 21-jarige Tegeler als deejay. In 1998 scoorde hij een hit met de single Beatbox als Dial M for Moguai. In 2014 scoorde hij een hit met Dimitri Vegas & Like Mike. Ook stond hij op Tomorrowland.
In 2013 komt Mammoth uit, een samenwerking met het Belgische duo Dimitri Vegas & Like Mike, dat een enorme clubhit wordt. Ook wordt Mammoth later in 2013 voorzien van vocalen door Julian Perretta en hernoemd naar Body Talk (Mammoth). In 2015 brengt Moguai met Watermät Portland uit en niet veel later volgt Hold On samen met Amerikaans trio Cheat Codes, dat laatste nummer wordt door Radio 538 uitgeroepen tot Dancesmash.

## Discografie

### Singles
| Single met eventuele hitnotering(en) in de Nederlandse Top 40 | Datum van verschijnen | Datum van binnenkomst | Hoogste positie | Aantal weken | Opmerkingen                                     |
| ------------------------------------------------------------- | --------------------- | --------------------- | --------------- | ------------ | ----------------------------------------------- |
| Beatbox                                                       | 1998                  | 16-01-1999            | 29              | 5            | als Dial M for Moguai / Dancesmash op Radio 538 |
| Mammoth                                                       | 06-05-2013            | 11-05-2013            | tip11           | -            | met Dimitri Vegas & Like Mike                   |
| Hold On                                                       | 21-09-2015            | 26-09-2015            | tip3            | -            | met Cheat Codes                                 |
| Lee                                                           | 2018                  | 17-02-2018            | tip7            |              | met Zonderling                                  |
| Explode                                                       | 2024                  | 06-04-2024            | tip13           |              | met Tiësto                                      |

| Single met hitnotering(en) in de Vlaamse Ultratop 50 | Datum van verschijnen | Datum van binnenkomst | Hoogste positie | Aantal weken | Opmerkingen                                      |
| ---------------------------------------------------- | --------------------- | --------------------- | --------------- | ------------ | ------------------------------------------------ |
| Beatbox                                              | 1998                  |                       | tip8            |              | als Dial M for Moguai                            |
| Mammoth                                              | 2013                  |                       | tip44           |              | met Dimitri Vegas & Like Mike                    |
| Body Talk (Mammoth)                                  | 2014                  | 2                     | 13              |              | met Dimitri Vegas & Like Mike en Julian Perretta |
| Hold On                                              | 2015                  |                       | tip64           |              | met Cheat Codes                                  |

- Bibliothèque nationale de France: cb14445986g (data)
- Gemeinsame Normdatei: 135182085
- International Standard Name Identifier: 0000 0000 9492 9363
- MusicBrainz: 0137acdb-40a4-484c-b2f9-a839c9b1e485
- Système universitaire de documentation: 087888467
- Virtual International Authority File: 139837979
- WorldCat: E39PBJvXgkjwDjfp6wQpp4FMyd